# Sony Entertainment Television (India)
Sony Entertainment Television es un canal de televisión de pago de entretenimiento general Indio que fue lanzado el 21 de noviembre de 1995 por, y que está operado por Culver Max Entertainment, una filial de la japonesa Sony.
Ha sido uno de los canales de televisión más populares de la India, habiendo producido muchos programas icónicos como CID, Aahat, Indian Idol, Super Dancer, Crime Patrol, Beyhadh, Jassi Jaissi Koi Nahin, The Kapil Sharma Show, Yeh Un Dinon Ki Baat Hai, Bade Achhe Lagte Hain y Kuch Rang Pyar Ke Aise Bhi. También ha emitido el programa Kaun Banega Crorepati, basado en el concurso británico Who Wants to Be a Millionaire?.

## Historia
El canal fue lanzado el 21 de noviembre de 1995, comenzó a emitir muchos programas dramáticos y de realidad.  También comenzó a emitir todos los programas de Disney Channel y películas de Disney hasta 2003 y también emitió CID y Crime Patrol. En 2006 Sony hizo una adaptación del famoso espectáculo Big Brother, Bigg Boss.  También hizo una adaptación de la serie estadounidense Fear Factor, Fear Factor India, pero todos estos programas fueron trasladados a Colors TV. En 2011 cambió su logotipo a color verde. En 2017 cambió su logotipo a color púrpura.

## Programación
La programación actual de Sony Entertainment Television incluye: Crime Patrol, Mere Sai - Shraddha Aur Saburi, Punyashlok Ahilyabhai, Vighnaharta Ganesha, Sargam Ki Sadhe Sati, Story 9 Months Ki, Kyun Utthe Dil Chhod Aaye?y Indian Idol.

## Disponibilidad

### Fuera de India
Existe una versión para la transmisión internacional, que anteriormente se conocía como Sony Entertainment Television Asia. Lanzado el 8 de octubre de 1998, tiene su sede en el Reino Unido. La red tiene un gran seguimiento entre los países del sur de Asia, y algunas regiones tienen su propia programación. La versión internacional está disponible en varios países y regiones, incluyendo Hong Kong, Singapur, Corea del Sur, Australia, Canadá, Europa, Fiji, Guyana, Mauricio, Oriente Medio, Nueva Zelanda, Pakistán, Sudáfrica, Surinam, Trinidad y Tobago, Reino Unido y los Estados Unidos.

## SonyLIV
SonyLIV fue lanzado en la India en enero de 2013 y tiene acceso a 18 años de contenido de canales que forman parte de Sony Entertainment Network. Eso se traduce en más de 700 películas y más de 40 000 horas de cobertura de programas de televisión en hindi, inglés, tamil.  El servicio de streaming fue revisado y apodado SonyLIV 2.0 y comenzó a implementarse con una nueva experiencia de usuario y una nueva identidad de marca.

## Logotipos

1995-2011
2011-2016 (Versión SET Asia)
2017-2022
2022-presente

## YouTube
Su canal de YouTube fue creado en septiembre de 2006, bajo el nombre de SET India. Actualmente dicho canal es el en el 4° canal más suscrito y visto de la plataforma solo por detrás de T-Series, Cocomelon y MrBeast.